# ریدل (آرکانزاس)
ریدل (به انگلیسی: Reydell) یک منطقهٔ مسکونی در ایالات متحده آمریکا است که در شهرستان جفرسون، آرکانزاس واقع شده‌است. ریدل ۵۴٫۸۶ متر بالاتر از سطح دریا واقع شده‌است.